# Honō no mirage
Honō no mirage (炎の蜃気楼 (ミラージュ)? lett. "Il miraggio della fiamma") è una serie di 40 light novel di genere shōnen'ai scritta da Mizuna Kuwabara, adattata in un anime di 13 episodi nel 2001 e in un OAV di tre episodi nel 2004.
La trama include elementi di melodramma, romanzo storico e fantasy. Predomina la storia giapponese all'interno di una trama fortemente strutturata, che racconta una lotta all'ultimo sangue per la sopravvivenza tra viventi ed anime dei samurai del passato: tra magia di stampo medioevale utilizzata dai primi ed il tentativo di introdurre gli stili antichi di guerra sul piano moderno da parte dei secondi.

## Trama
Takaya, un tipico studente di liceo, non ha altro desiderio nella vita che quello di stare accanto al suo migliore amico Yuzuru e di proteggerlo, vivendo con lui una normalissima amicizia romantica. Ma questo proposito viene infranto di colpo quando Yoshiaki, alias Nobutsuna Naoe, un uomo forte e carismatico più grande di lui, lo informa che lui è in realtà la reincarnazione nientemeno che di Lord Kagetora, il figlio adottivo di un nobile samurai chiamato Kenshin Uesugi. Nobutsuna è egli stesso un reincarnato, ovvero il possessore di un'anima che rinasce nel tempo. Con il suo aiuto, Takaya risveglia un poco alla volta le proprie capacità "magiche" assopite: quella di esorcizzare gli spiriti maligni e combattere gli Underworld, una congrega d'inquieti spiriti guerrieri decisi a conquistare il mondo moderno
Mentre la maggior parte dei possessori di un'anima reincarnata ricordano più o meno precisamente quali e come siano state le loro vite precedenti, Takaya invece non ha alcuna memoria al riguardo; si dimostra anzi spesso ampiamente contrario a qualsiasi sforzo volto al completo recupero della sua memoria spirituale. Man mano che la storia avanza e la trama si dipana, la complessità dei vari personaggi e la verità riguardante il loro passato cominciano a venire a galla: si capirà così il perché dell'amnesia di Takaya e la reale natura del rapporto qualitativamente tempestoso ed un po' ambiguo con Yoshiaki. Ciò fornisce lo scenario per un'ulteriore sotto-trama storica che si estende per diverse generazioni.
Primi e più pericolosi tra gli antagonisti della serie sono l'intero clan Fuma, una volta in guerra con Kenshin/Takaya e alla fine rovesciato da questi: mentre questi antichi samurai tentano di risalire verso il mondo dei viventi per riprendere la loro antica guerra contro Kenshin, Yoshiaki, assieme ad altri due possessori d'anime reincarnate (Shuei e Ayako) cercano di prevenire che ciò possa accader, aiutando Takaya con tutte le forze a loro disposizione per salvare l'intera umanità.

## Personaggi
Takaya Ohgi (仰木 高耶?, Ōgi Takaya) / Kagetora UesugiUn liceale di 17 anni un po' teppista a cui viene rivelato di essere la reincarnazione dell'antico samurai Kagetora Uesugi; a causa di un incidente traumatico ha represso tutti i ricordi della sua precedente esistenza. Di carattere schietto, è un tipo brusco e assai poco diplomatico: per un bel pezzo cerca con aria di sfida di negare l'evidenza dei fatti. Tuttavia dimostra, una volta accettata la verità riguardante il suo passato, un atteggiamento altamente etico nei confronti di questa sua nuova identità. Durante il corso degli eventi le due personalità dentro di lui cominciano a confondersi: tutti i suoi amici continuano a chiamarlo Takaya, tranne Yoshiaki che si rivolge a lui come "Signor Takegora". Si dimostra un creatore e attivatore di rituali magici molto potente, capace di esorcizzare senza troppi problemi spiriti e demoni vari costruendo nel contempo attorno a sé una barriera d'energia protettiva contro eventuali attacchi soprannaturali.
Yoshiaki Tachibana (橘 義明?, Tachibana Yoshiaki) / Nobutsuna Naoe29 anni. Nella sua attuale incarnazione è il terzo figlio della famiglia Tachibana, oltre ad essere monaco al tempio locale. Un tipo molto metodico, riflessivo e cosciente di sé e delle proprie potenzialità; profondo nei ragionamenti e parco nei discorsi, egli tuttavia sembra nutrire nel più profondo della sua anima (sotto la patina superficiale di docilità e fedeltà al dovere che lo contraddistingue) anche una natura passionale e ribelle. È inoltre molto innamorato del giovane Takaya e dimostrerà in varie occasioni di essere disposto a qualsiasi cosa pur di avere la possibilità di farlo suo. Esercita una forma di magia simile all'espansione-esplosione energetica ed è in grado di rilevare aure demoniache anche ad ampia distanza.
Shuei Chiaki (千秋 修平?, Chiaki Shūhei) / Yasuda Nagahide19 anni, frequenta la stessa scuola di Takaya. Possessore di un'anima reincarnata ed utilizzatore d'arti magiche, sembra abbia anche la capacità di alterare le percezioni e i ricordi delle altre persone. La sua fedeltà al clan Uesugi sembra essere in un primo momento messa in discussione, poiché le sue intenzioni ed il motivo della sua presenza nel mondo attuale rimangono del tutto sconosciute fino alla sua irruzione improvvisa nella vita di Takaya. Ha una personalità tranquilla ed è lento all'ira; in combattimento dimostra aver una precisione e capacità di concentrazione assolute.
Ayako Kadowaki (門脇 綾子?, Kadowaki Ayako) / Haruie Kakizaki21 anni. È una ragazza, che tuttavia ha l'anima reincarnata di Haruie, un guerriero maschio. Studentessa universitaria, corre con una potente moto Yamaha che chiama Ec-chan. Nonostante il suo aspetto sia decisamente e a tutti gli effetti femminile, tutti continuano a rivolgersi a lei al maschile. Va facilmente d'accordo con tutti anche se possiede una notevole vena competitiva: quando per la prima volta incontra Takaya lo sfida ad una gara motociclistica e lo batte con facilità. Dimostra indubbie qualità d' ed è molto affidabile in combattimento. Nella serie OAV le sue esperienze passate vengono sviluppate in modo più dettagliato
Yuzuru Narita17 anni, è il miglior amico di Takaya e caratterialmente il suo esatto contrario (quindi il perfetto completamento naturale). Un dolcissimo e modesto ragazzo proveniente da una ricca famiglia, studente modello che non si è mai messo nei guai, almeno fino a quando non si accorge di lui Kosaka, che è alla ricerca di un ricettacolo per lo spirito del suo maestro Takeda Singh. Kosaka si rende presto conto che Yuzuru ha in sé poteri magici latenti molto potenti e di origine del tutto sconosciuta; per questo che decide di inserire lo spirito di Takeda nel suo corpo. Dopo che Takaya e Yoshiaki son riusciti a strappare il controllo dello spirito estraneo da Yuzuru, lo prendono sotto la loro ala protettiva.

## Manga
Il manga è un adattamento abbastanza fedele della light novel; attualmente sono usciti quattro volumi e non è completo.

## Anime

### Episodi
| Nº | Giapponese 「Kanji」 - Rōmaji          | In onda          | In onda |
| Nº | Giapponese 「Kanji」 - Rōmaji          | Giapponese       |         |
| 1  | 「炎渦の邂逅」 - Enka no Kaikō         | 7 gennaio 2002   |         |
| 2  | 「闇からの換生」 - Yami kara no kanshō | 14 gennaio 2002  |         |
| 3  | 「無明の覚醒」 - Mumyō no Kakusei      | 21 gennaio 2002  |         |
| 4  | 「連鎖の予感」 - Rensa no Yokan        | 28 gennaio 2002  |         |
| 5  | 「終わりなき葛藤」 - Owarinaki Kattō   | 11 febbraio 2002 |         |
| 6  | 「緋色の刻印」 - Hiiro no Kokuin       | 18 febbraio 2002 |         |
| 7  | 「怨嗟の記憶」 - Ensa no Kioku         | 25 febbraio 2002 |         |
| 8  | 「迷執の果て」 - Meishū no hate        | 4 marzo 2002     |         |
| 9  | 「果てしなき虚空」 - Hateshinaki Kokū  | 16 marzo 2002    |         |
| 10 | 「哀しい背信」 - Kanashii Haishin      | 18 marzo 2002    |         |
| 11 | 「永遠の業火」 - Eien no Gōka          | 25 marzo 2002    |         |
| 12 | 「修羅の選択」 - Shura no Sentaku      | 1º aprile 2002   |         |
| 13 | 「遥かなる残照」 - Haruka Naru Zanshō  | 8 aprile 2002    |         |

## OAV
L'OAV riprende la trama della prima serie animata, integrandola però con diverse novità, tra cui una migliore caratterizzazione psicologica dei protagonisti, i quali dimostrano una fedeltà incrollabile ai loro valori e un senso dell'onore personale molto accentuato.
Takaya viene inviato a Tokyo per indagare sulla rinascita della setta Ikko e in special modo su Araki Murashige, un tempo membro di tale setta ma che attualmente sembra aver abbandonato. Con l'aiuto di Haruye, vassallo di Takaya fin dai tempi antichi, i due lo seguono fino a che non riescono a trovarlo: solo per scoprir che in realtà il loro avversario non è altro che un robot mandalico con le sembianze di Araki, un artefatto rituale a cui è stata temporaneamente donata la vita. Purtroppo, appena riescono ad incontrarlo, Haruye sembra riconoscerlo come Shintarou, il suo ex-amante in una vita passata: che ciò sia effettivamente vero o meno, e nonostante le complicazioni date dalla confusione emotiva venutasi a creare in Haruya a causa di questo sviluppo imprevisto, gli ordini di Takaya sono chiari: occorre eliminare tutto ciò che si rivela esser una minaccia per l'equilibrio del potere tra il loro mondo e quello degli spiriti. Nel frattempo Takaya riesce a mettersi in contatto con Yoshiaki, dopo un prolungato periodo d'assenza di notizie da parte sua: un'irrisolta tensione sessuale e psicologica tra i due domina il loro incontro.

### Episodi
| Nº | Giapponese 「Kanji」 - Rōmaji       | In onda           | In onda |
| Nº | Giapponese 「Kanji」 - Rōmaji       | Giapponese        |         |
| 1  | 「悲願」 - Higan                    | 28 luglio 2004    |         |
| 2  | 「タイガース・アイ」 - Taigāsu ai   | 29 settembre 2004 |         |
| 3  | 「みなぎわの風」 - Minagiwa no kaze | 26 novembre 2004  |         |

## La serie di libri
「炎の蜃気楼」 - Honō no Mirage
「緋の残影」 - Aka no Zan'ei
「硝子の子守歌」 - Glass no Komoriuta
「琥珀の流星群」 - Kohaku no Ryūseigun
「まほろばの龍神」 - Mahoroba no Ryūjin
「断章─最愛のあなたへ」 - Danshō- Saiai no Anata e
「破者の魔鏡 (前篇)」 - Hasha no Makyō (Zenpen)
「破者の魔鏡 (中編)」 - Hasha no Makyō (Chūhen)
「破者の魔鏡 (後編)」 - Hasha no Makyō (Kōhen)
「みなぎわの反逆者」 - Minagiwa no Hangyakusha
「わだつみの楊貴妃 (前篇)」 - Wadatsumi no Yōkihi (Zenpen)
「わだつみの楊貴妃 (中編)」 - Wadatsumi no Yōkihi (Chūhen)
「わだつみの楊貴妃 (後編)」 - Wadatsumi no Yōkihi (Kōhen)
「黄泉への風穴（前編）」 - Yomi e no Fūketsu (Zenpen)
「黄泉への風穴（後編）」 - Yomi e no Fūketsu (Kōhen)
「火輪の王国 (前篇)」 - Karin no Ōkoku (Zenpen)
「火輪の王国 (中篇)」 - Karin no Ōkoku (Chūhen)
「火輪の王国 (後篇)」 - Karin no Ōkoku (Kōhen)
「火輪の王国 (烈風編)」 - Karin no Ōkoku (Reppū-hen)
「火輪の王国 (烈濤編)」 - Karin no Ōkoku (Rettō-hen)
「十字架を抱いて眠れ」 - Jūjika o Daite Nemure
「砂漠殉教」 - Dansho- Sabaku Junkyō
「裂命の星」 - Retsumyō no Hoshi
「魁の虫」 - Sakigake no Mushi
「怨讐の門 青海編」 - Onshū no Mon (Ōmi-hen)
「怨讐の門 赤空編」 - Onshū no Mon (Akasora-hen)
「怨讐の門 白雷編」 - Onshū no Mon (Hakurai-hen)
「怨讐の門 黒曜編」 - Onshū no Mon (Kokuyō-hen)
「怨讐の門 黄壌編」 - Onshū no Mon (Kōjō-hen)
「怨讐の門 破壊篇」 - Onshū no Mon (Hajō-hen)
「無間浄土」 - Mukan Jōdo
「耀変黙示録I 那智の章」 - Yōhen Mokushiroku I (Nachi no Shō)
「耀変黙示録II 布都の章」 - Yōhen Mokushiroku II (Futsu no Shō)
「耀変黙示録III 八咫の章」 - Yōhen Mokushiroku III (Yata no Shō)
「耀変黙示録IV 神武の章」 - Yōhen Mokushiroku IV (Jinmu no Shō)
「耀変黙示録V 天魔の章」 - Yōhen Mokushiroku V (Tenma no Shō)
「耀変黙示録VI 乱火の章」 - Yōhen Mokushiroku VI (Ranka no Shō)
「耀変黙示録VII 濁破の章」 - Yōhen Mokushiroku VII (Dakuha no Shō)
「革命の鐘は鳴る」 - Kakumei no Kane wa Naru
「阿修羅の前髪」 - Ashura no Maegami
「神鳴りの戦場」 - Kaminari no Ikusaba
「千億の夜をこえて」 - Senoku no Yoru o Koete
Supplementare
「Exaudi nos」
「真紅の旗をひるがえせ」 - Shinku no Hata o Hirugaese
「炎の蜃気楼メモリアル」 - Honō no Mirage Memorial
「赤い鯨とびいどろ童子」 - Akai Kujira to Bīdoro Dōji